# آنوریسم بطنی
آنوریسم‌های بطنی (به انگلیسی: Ventricular aneurysms) از عوارضی است که ممکن است پس از یک حمله قلبی ایجاد شود. واژه آنوریسم به برآمدگی دیواره یا پوشش یک رگ، معمولاً در عروق خونی در پایه سپتوم یا داخل آئورت اشاره دارد، که می‌تواند باعث انسداد مسیر عبور خون از قلب شود. آنوریسم‌ها معمولاً ناپیوسته نیستند، زیرا با بافت اسکار پوشانده شده‌اند. 
آنوریسم بطنی می‌تواند مرگبار باشد. 
آنوریسم بطن چپ می تواند با صعود قطعه ST یعنی (ST elevation) مرتبط باشد. 

## علائم و نشانه‌ها
آنوریسم‌های بطنی معمولاً در بطن چپ اتفاق می‌افتند، معمولاً با سرعت بسیار آهسته رشد می‌کنند اما با این وجود ممکنست مشکلات زیادی ایجاد کنند. این حبابی که در بطن ایجاد می‌شود بالقوه می‌تواند از جریان یافتن خون به بقیه بدن جلوگیری کند. بنابراین توان بیمار را محدود می‌کند. در موارد دیگر، آنوریسم کاذب (pseudoaneurysm) ممکن است به وقوع بپیوندد، و گاهی اوقات مرگ بیمار را به دنبال دارد. همچنین ممکن است در داخل آنوریسم‌های بطنی لخته‌های خون ایجاد شود و بیمار را در خطر آمبولی قرار دهد. اگر چنین لخته‌ای از آنوریسم فرار کند، وارد گردش خون سراسری بدن می‌شود و اگر در داخل یک رگ خونی گیر کند، میتاوند باعث ایسکمی در اندام شود، وضعیتی دردناک که ممکنست منجر به کاهش حرکت اندام و نکروز شود، همچنین اگر لخته به مغز برسد، می‌تواند سکته مغزی ایجاد کند. در موارد خاص، آنوریسم بطنی باعث نارسایی بطنی یا آریتمی می‌شود که در این مرحله، درمان ضروری است.

## علل
آنوریسم‌های بطنی معمولاً عوارض ناشی از حمله قلبی هستند. هنگامی که بخشی از سلول‌های قلبی در یک حمله قلبی می‌میرند، یک لایه عضله ممکن است زنده بماند، و در حالیکه به شدت ضعیف شده، باعث تشکیل آنوریسم شود. خون میواند بین دو لایه عضله مرده و زنده جریان یابد و آن فلاپ (لایه یا ورقه) ضعیف عضلات را به طرف مقابل براند و یک حباب تشکیل دهد.
آنوریسم بطنی ممکن است مادرزادی باشد.

## تشخیص
در مراجعه یک فرد به پزشک به خصوص با سابقه مشکلات قلب، به طور معمول به انجام الکتروکاردیوگرام نیاز است تا فعالیت الکتریکی داخل قلب کنترل شود، اگر یک آنوریسم قلبی وجود داشته باشد، معمولاً نوار قلب وجود اختلالاتی را نشان می‌دهد. همچنین می‌تواند به صورت یک برآمدگی در رادیوگرافی قفسه سینه ظاهر شود و پس از آن یک تشخیص دقیق‌تر با استفاده از یک اکوکاردیوگرام به دست می‌آید.

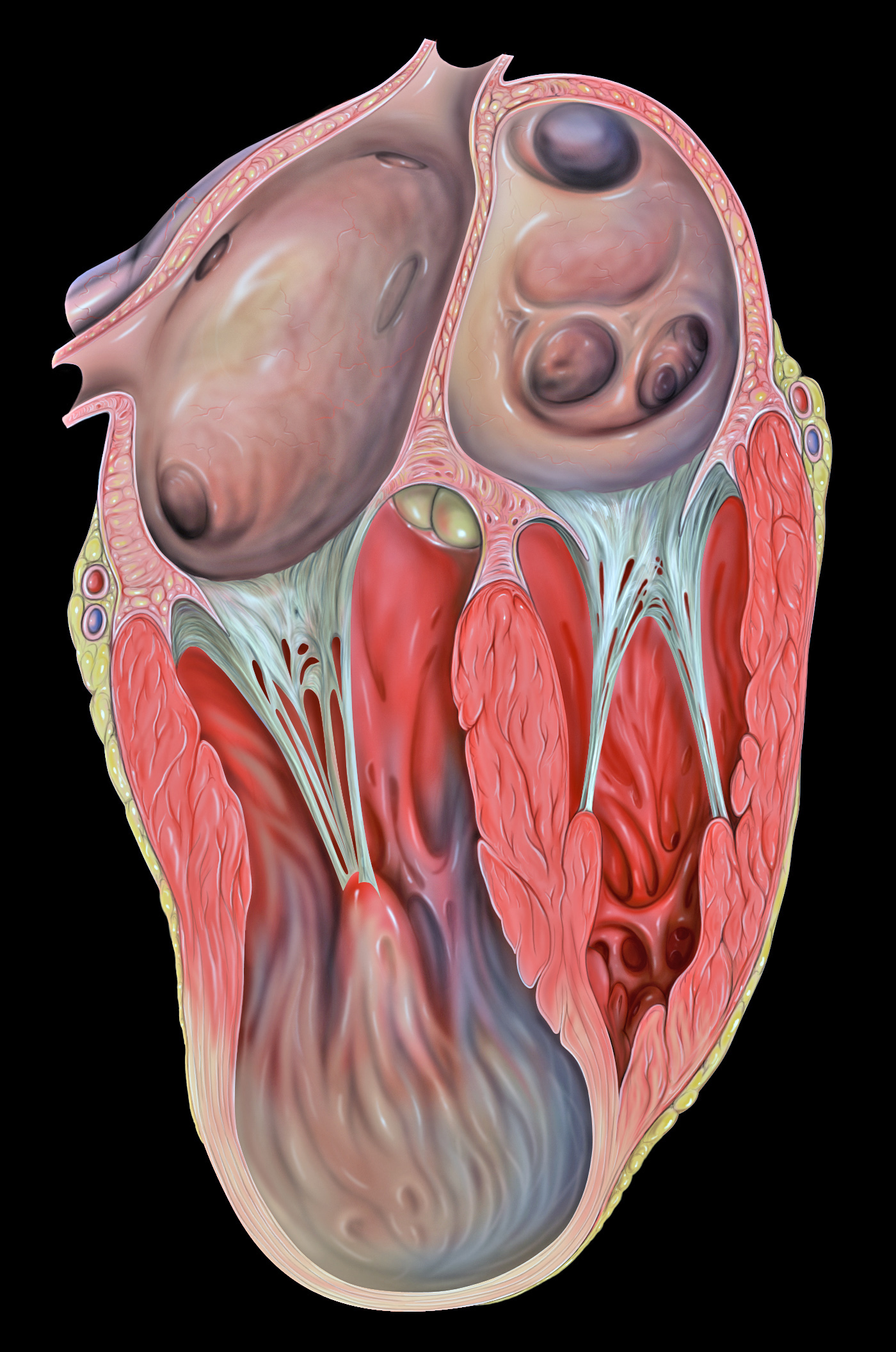
آنوریسم بطنی چپ

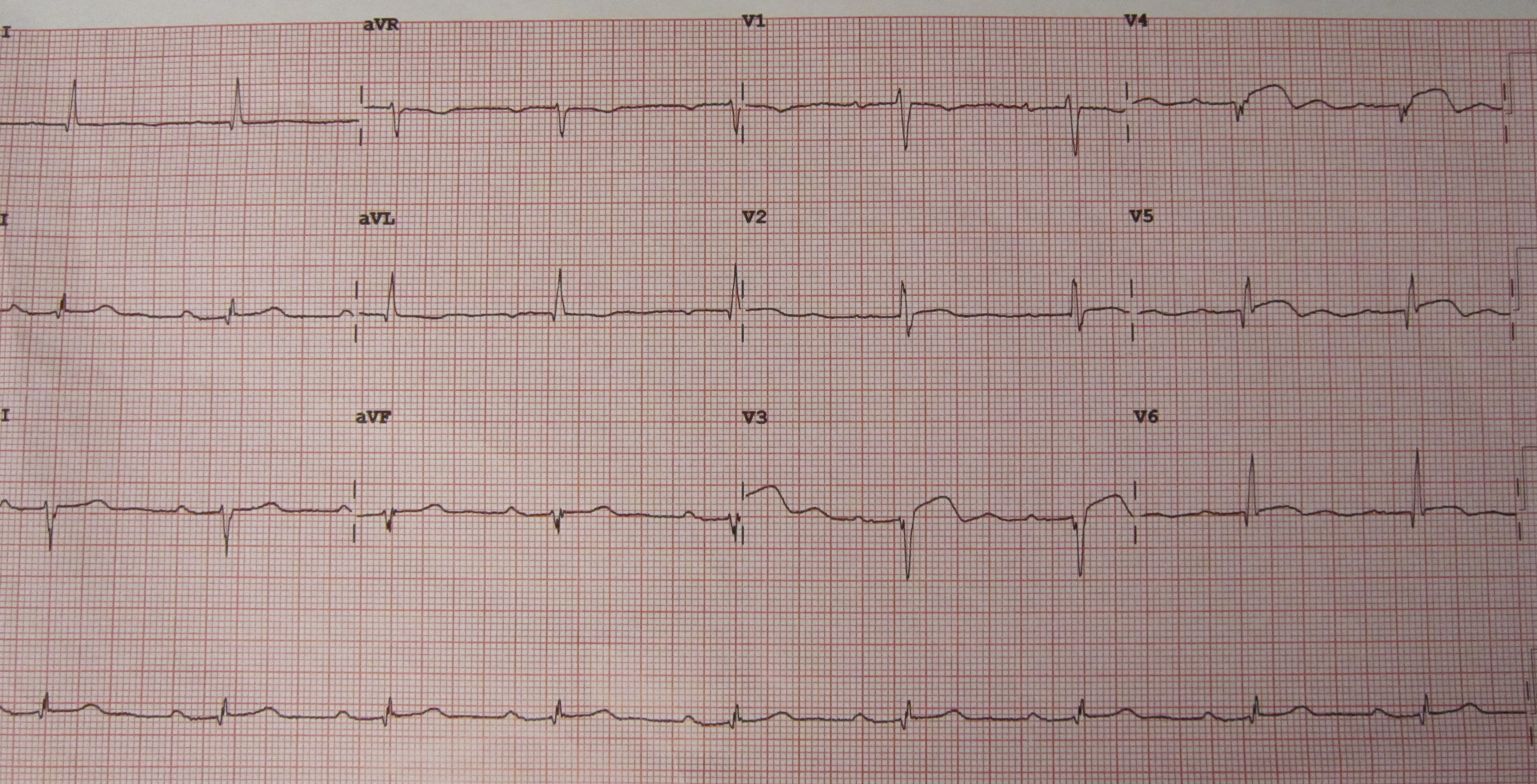
EKG یک فرد مبتلا به آنوریسم بطن چپ. به صعود قطعه ST در لید های قدامی توجه کنید.

- آنوریسم بطن چپ در سونوگرافی

### تشخیص‌های افتراقی
آنوریسم کاذب 
آنوریسم شریان کرونری
پارگی میوکارد 

## درمان
بعضی از افراد با این نوع آنوریسم سال‌های سال بدون نیاز به درمان خاصی زندگی می‌کنند. درمان برای این نقص قلب محدود به جراحی (ventricular reduction) است. البته، عمل جراحی در اکثر موارد ضروری نیست، اما محدود کردن فعالیت‌های بدنی بیمار برای کاهش احتمال بزرگ تر شدن آنوریسم توصیه می‌شود. به نظر می‌رسد مهارکننده‌های ACE ریسک تشکیل آنوریسم را کاهش می‌دهند.
داروهای ضد انعقاد خون می‌توانند به کاهش احتمال تشکیل لخته‌ها کمک کنند و همچنین درمان دارویی برای اصلاح ریتم نامنظم قلب کمک می‌کند.  

## مطالعه بیشتر
- Graber, J.D.; Oakley, C.M.; Pickering, B.N.; Goodwin, J.F.; Raphael, M.J.; Steiner, R.E. (1972). "Ventricular aneurysm. An appraisal of diagnosis and surgical treatment". British Heart Journal. PubMed. 34 (8): 831–838. doi:10.1136/hrt.34.8.831. PMC 486989. PMID 5070115.
- Alenghat, FJ; Couper, GC; Givertz, MM (2013). "Giant left ventricular aneurysm as a late complication of inferior myocardial infarction". European Heart Journal (به انگلیسی). 24 (5): 344. doi:10.1093/eurheartj/ehs357. PMID 23095983. Archived from the original on 15 August 2022. Retrieved 14 July 2019.